# Kyralamm (Grangärde socken, Dalarna, 667920-143747)
Kyralamm är en sjö i Ludvika kommun i Dalarna och ingår i Norrströms huvudavrinningsområde.